# Arsène Danton
Pour les articles homonymes, voir Danton.
Joseph Arsène Danton est un philosophe français, né le 1er janvier 1814 à Plancy-l'Abbaye (Aube), et, mort le 19 décembre 1869 dans le 6e arrondissement de Paris.

## Biographie
Neveu du révolutionnaire du même nom, beau-frère du philosophe Étienne Vacherot, il fut secrétaire du comité historique des sciences morales et politiques. Il entre en 1831 à l'école normale. Agrégé de philosophie, il entre, en 1840, comme chef de cabinet au ministère de l'instruction publique.
Il est éditeur, pour Victor Cousin des cours d'histoire de la philosophie et inspecteur de l'Académie de Paris[Quand ?].
Arsène Danton a été décoré de la Légion d'honneur en février 1835 et promu commandeur le 14 août 1867.